# Welsh Open 1971 - Doppio maschile
Il doppio del torneo di tennis Welsh Open 1971, facente parte della categoria Grand Prix, ha avuto come vincitori Ken Rosewall e Roger Taylor che hanno battuto in finale John Clifton e John Paish con il punteggio di 7–5, 3–6, 6–2.

## Tabellone

### Legenda
| - Q = Qualificato - WC = Wild card - LL = Lucky loser | - ALT = Alternate - SE = Special Exempt - PR = Protected Ranking | - w/o = Walkover - r = Ritirato - d = Squalificato |

|  | Quarti di finale                              | Quarti di finale                              | Quarti di finale                              | Quarti di finale                              | Quarti di finale                              |  |  | Semifinali                             | Semifinali                             | Semifinali              | Semifinali              | Semifinali |   |   | Finale                    | Finale                    | Finale | Finale | Finale |  |
|  |                                               |                                               |                                               |                                               |                                               |  |  |                                        |                                        |                         |                         |            |   |   |                           |                           |        |        |        |  |
|  | Ken Rosewall Roger Taylor                     | Ken Rosewall Roger Taylor                     | Ken Rosewall Roger Taylor                     | 8                                             | 6                                             |  |  |                                        |                                        |                         |                         |            |   |   |                           |                           |        |        |        |  |
|  | Henry Hankirvine Andrew Pattison              | Henry Hankirvine Andrew Pattison              | Henry Hankirvine Andrew Pattison              | 6                                             | 4                                             |  |  | Ken Rosewall Roger Taylor              | Ken Rosewall Roger Taylor              | 9                       | 4                       | 6          |   |   |                           |                           |        |        |        |  |
|  | Gerald Battrick Onny Parun                    | Gerald Battrick Onny Parun                    | Gerald Battrick Onny Parun                    | Gerald Battrick Onny Parun                    | Gerald Battrick Onny Parun                    |  |  | Gerald Battrick Onny Parun             | Gerald Battrick Onny Parun             | 8                       | 6                       | 0          |   |   |                           |                           |        |        |        |  |
|  | Stati Uniti (bandiera) · Australia (bandiera) | Stati Uniti (bandiera) · Australia (bandiera) | Stati Uniti (bandiera) · Australia (bandiera) | Stati Uniti (bandiera) · Australia (bandiera) | Stati Uniti (bandiera) · Australia (bandiera) |  |  |                                        |                                        |                         |                         |            |   |   | Ken Rosewall Roger Taylor | Ken Rosewall Roger Taylor | 7      | 3      | 6      |  |
|  | John Clifton John Paish                       | John Clifton John Paish                       | 4                                             | 6                                             | 7                                             |  |  |                                        |                                        | John Clifton John Paish | John Clifton John Paish | 5          | 6 | 2 |                           |                           |        |        |        |  |
|  | Allan McDonald Kim Warwick                    | Allan McDonald Kim Warwick                    | 6                                             | 4                                             | 5                                             |  |  | John Clifton John Paish                | John Clifton John Paish                | 3                       | 9                       | 6          |   |   |                           |                           |        |        |        |  |
|  | J Baptiste Chanfreau Wanaro N'Godrella        | J Baptiste Chanfreau Wanaro N'Godrella        | J Baptiste Chanfreau Wanaro N'Godrella        | 6                                             | 6                                             |  |  | J Baptiste Chanfreau Wanaro N'Godrella | J Baptiste Chanfreau Wanaro N'Godrella | 6                       | 8                       | 3          |   |   |                           |                           |        |        |        |  |
|  | Bill Freer Jim Ward                           | Bill Freer Jim Ward                           | Bill Freer Jim Ward                           | 3                                             | 4                                             |  |  |                                        |                                        |                         |                         |            |   |   |                           |                           |        |        |        |  |